# Mặt cầu

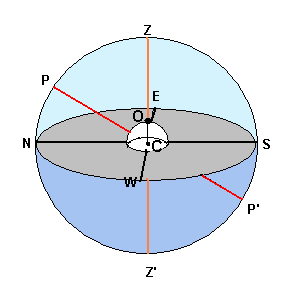
Mặt cầu với các trục

Trong không gian metric ba chiều, mặt cầu là quỹ tích những điểm cách đều một điểm O cố định cho trước một khoảng không đổi R. Điểm O gọi là tâm và khoảng cách R gọi là bán kính của mặt cầu.
Tập hợp các điểm trong không gian nằm bên trong mặt cầu và bản thân mặt cầu hợp thành khối cầu hay hình cầu.
Mặt cầu là một đối tượng hình học đối xứng hoàn hảo. Trong toán học, thuật ngữ này là bề mặt hay biên của một hình cầu.
Trong cách dùng không chuyên môn về mặt toán học, thuật ngữ này lại có thể hiểu là một hình cầu 3 chiều hay chỉ đơn giản là một mặt cầu.
Mặt cầu là một trường hợp đặc biệt của mặt bậc hai

## Các khái niệm toán học trong mặt cầu
- Cung tròn
- Góc khối
- Tam giác cầu
- Đa diện nội tiếp
- Đa diện ngoại tiếp

## Các công thức
- Diện tích mặt cầu:

{\displaystyle \!S=4\pi R^{2}}
- Thể tích khối cầu:

{\displaystyle \!V={\frac {4}{3}}\pi R^{3}}

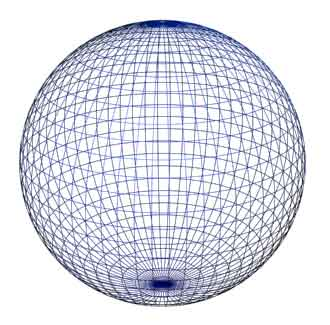
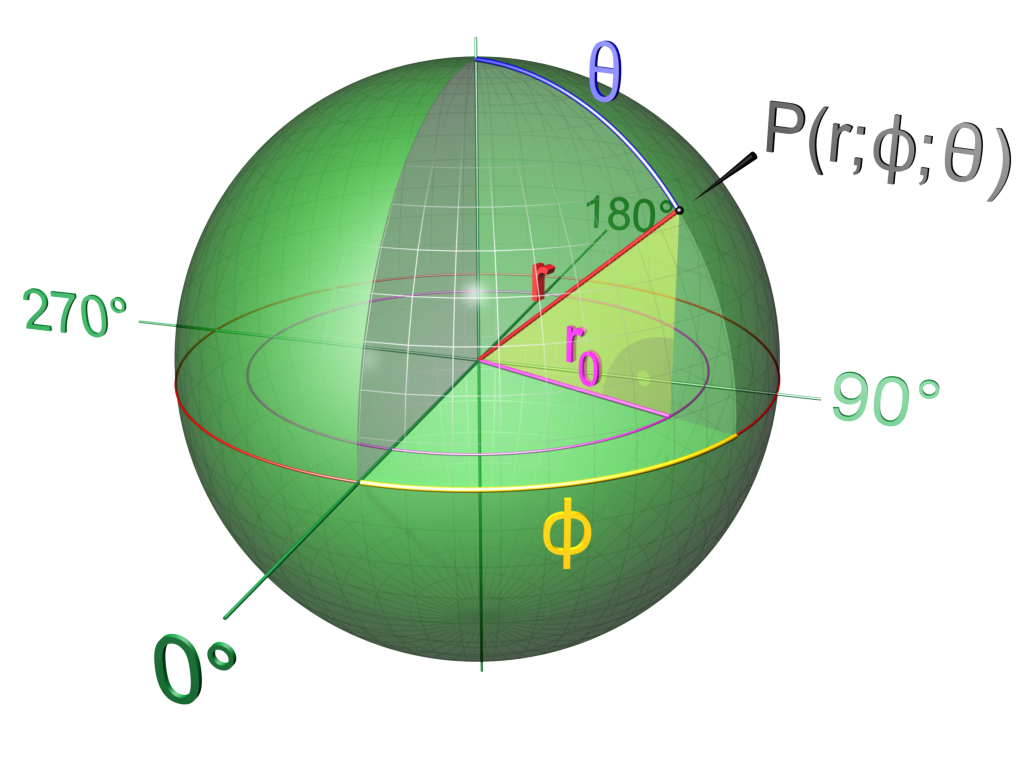
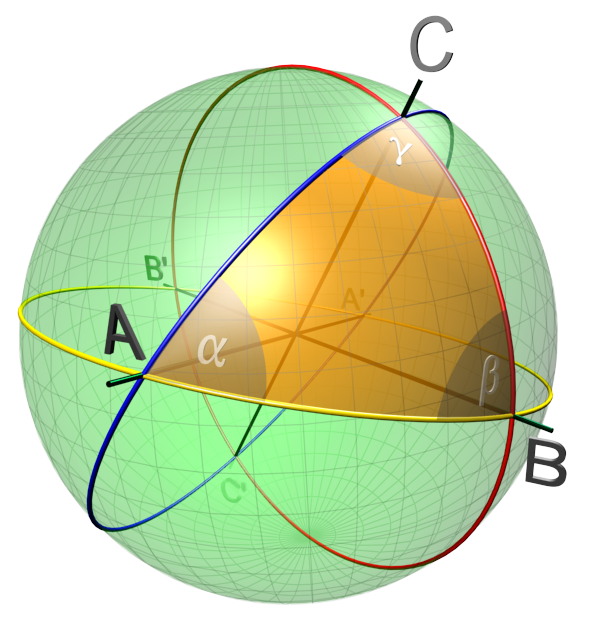
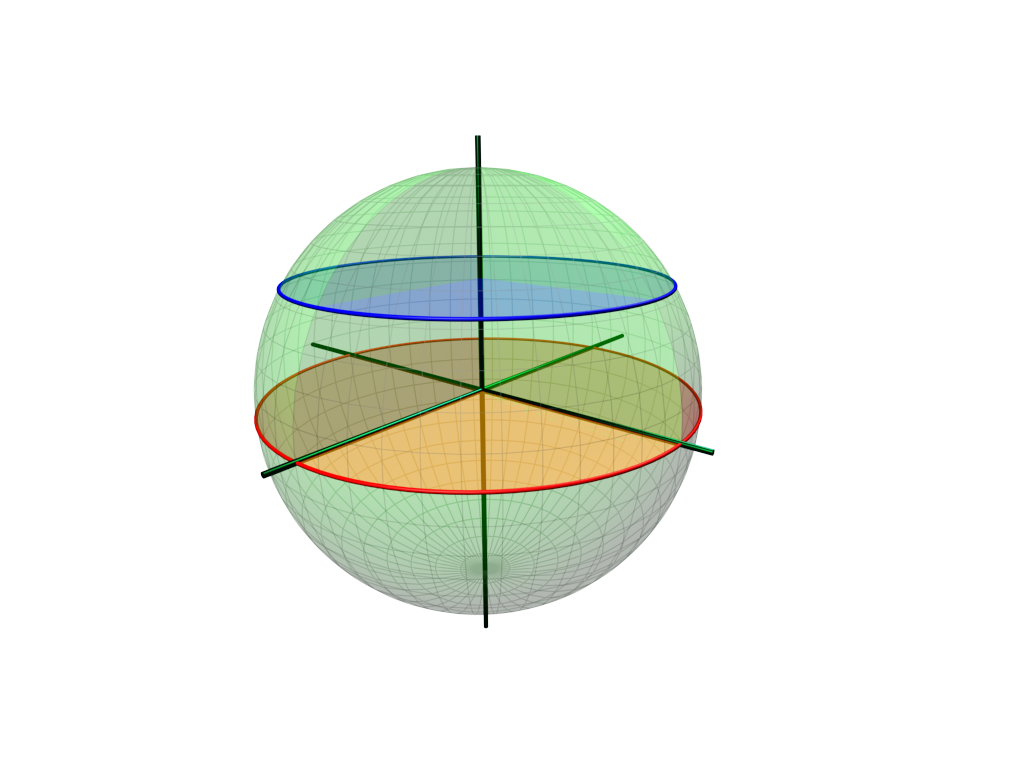
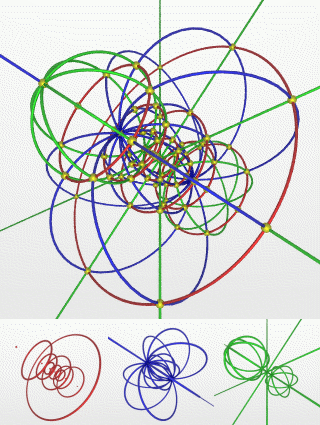
Siêu cầu
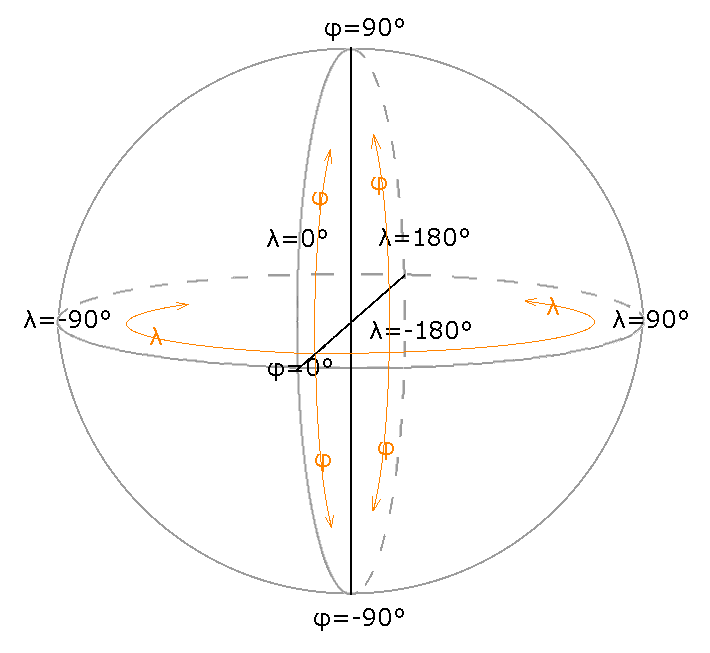
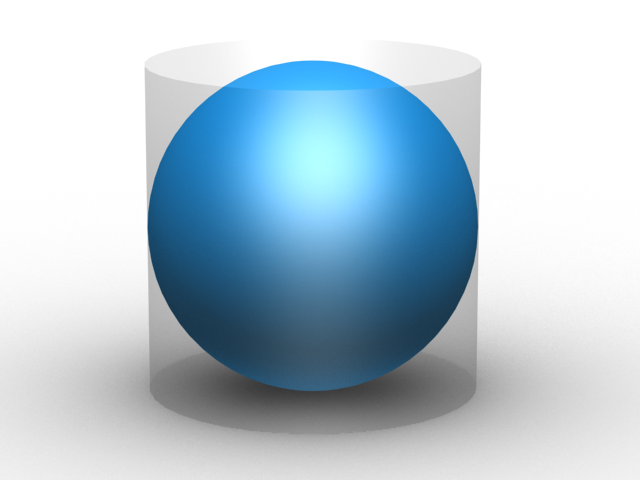

## Phương trình mặt cầu
Trong không gian với hệ tọa độ Descartes Oxyz, mặt cầu tâm I(a,b,c) bán kính R thì có phương trình {\displaystyle (x-a)^{2}+(y-b)^{2}+(z-c)^{2}=R^{2}}
Ngoài ra, phương trình {\displaystyle x^{2}+y^{2}+z^{2}+2ax+2by+2cz+d=0} với {\displaystyle a^{2}+b^{2}+c^{2}-d>0} là phương trình mặt cầu có tâm I(-a,-b, -c) và bán kính {\displaystyle R={\sqrt {a^{2}+b^{2}+c^{2}-d}}}